# Вітряні млини села Жиляни

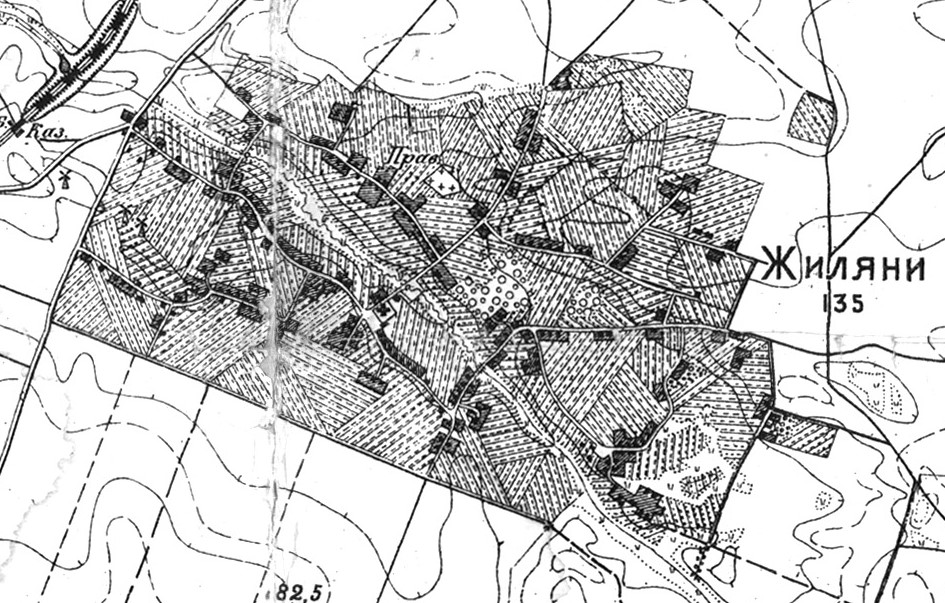
Вітряки на карті 1897/1918 років

Вітряні млини села Жиляни — втрачені вітряки, що існували в селі Жиляни (нині - частина Києва) з кінця ХІХ століття. Належали до групи вітряків у приміській смузі Києва.

## Історія
Одна із перших згадок про вітряні млини у селі Жиляни (Жуляни) міститься у довіднику «Список населеных мест Киевской губернии» (1900): «Із промислових закладів наявні лише два вітряні млини, у млинах працюють самі власники».
У документі «Список власників млинів, кузень та інших підприємств за 1907 рік» у селі Жиляни зафіксовано три вітряки: Гната Кравченка, Луки Притаманного та Ісаї Сафонова.
Вітряки Кравченка, Притаманного та Сафонова зникли ще, ймовірно, у 1920-х-1930-х роках. Принаймні, на топографічній карті 1932 року ці вітряки не позначено на тих місцях, на яких їх позначила карта 1897/1918 років. Проте нею зафіксовано два вітряки у інших місцях - один на місці стику сучасних Кільцевої дороги та вул. Ватутіна, другий - приблизно в районі будинку №150 на вулиці Шевченка. Можливо, у 1920-х роках на ці місця було перенесено вітряки. Жоден із вітряків не зберігся. Час зникнення невідомий. Невідомі і зображення  або фото вітряків.

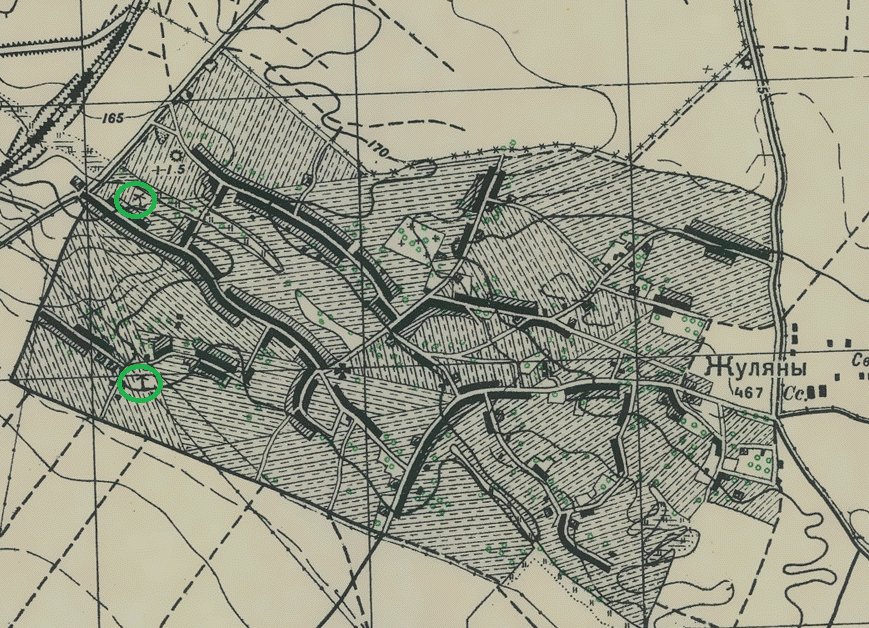
Вітряки на топографічній карті 1932 року

## Локалізація вітряків на сучасній місцевості
Топографічна карта 1897/1918 років дає змогу локалізувати вітряки якнайточніше. Два вітряки стояли приблизно на місці сучасного Ізяславського провулку (вітряки Гната Кравченка та Луки Притаманного). Третій — у північній частині автомобільної розв’язки Жулянського шляхопроводу, в місці прилучення вулиці Шевченка (вітряк Ісаї Сафонова).